# Schreckenstage von Nidwalden
Lengnau · Grenchen · Ruhsel · Büren · Col de la Croix · St. Niklaus · Fraubrunnen · Neuenegg · Grauholz · Hägglingen · Wollerau · Stucketen-Chäppeli · Schindellegi · Rothenthurm · Morgarten · Pfyn I · Nidwalden · Pfyn II
Die Schreckenstage von Nidwalden, auch Nidwalder Aufstand oder Franzosenüberfall genannt, waren eine militärische Auseinandersetzung zwischen Nidwalden und Frankreich während des Franzoseneinfalls. Sie fanden vom 7. bis 9. September 1798 im Kanton Nidwalden statt.

## Vorgeschichte
Unter dem Eindruck des Franzoseneinfalls waren im Januar und Februar 1798 in den meisten Gebieten der Alten Eidgenossenschaft die alten Regierungen und Verfassungen gestürzt worden. Nach dem Fall Berns am 5. März bot sich der Einführung der von Frankreich unterstützten helvetischen Einheitsverfassung für die Eidgenossenschaft kaum mehr Widerstand. In Aarau konstituierten darauf am 12. April 1798 zwölf Kantone auf Druck Frankreichs die Helvetische Republik. Nicht vertreten waren die Landsgemeindekantone Uri, Schwyz, Nidwalden, Glarus und Zug sowie die Zugewandten Orte Wallis und Drei Bünde. Sie wollten um jeden Preis an der kantonalen Souveränität festhalten und störten sich an der liberalen Ordnung der neuen Verfassung, besonders an der Religionsfreiheit; anderseits sah die helvetische Verfassung vor, dass die Gottesdienste unter polizeilicher Aufsicht stünden und die Predigten nötigenfalls zensiert würden.
Erst Ende April 1798 stellten die fünf Kantone unter der Führung von Alois von Reding aus Schwyz ein Heer von rund 10'000 Mann auf, das aus Schwyzern, Urnern und Unterwaldnern bestand. Zwischen dem 30. April und dem 3. Mai konnten sich die Truppen Redings teilweise erfolgreich gegen die 12'000 Franzosen behaupten. Am 3. Mai sah sich allerdings auch Reding dazu gezwungen, einen Waffenstillstand mit dem französischen General Schauenburg abzuschliessen. Angesichts der militärischen Übermacht der Franzosen beschlossen die Landsgemeinden der Innerschweiz, die Verfassung der Helvetischen Republik anzunehmen. Als Strafe für den Widerstand wurden die Innerschweizer Kantone zum neuen helvetischen Kanton Waldstätte zusammengefasst und blieben nicht wie ursprünglich vorgesehen als eigenständige Kantone bestehen. Als wichtigste Folge dieser Massnahme reduzierte sich damit das Stimmengewicht der konservativen Innerschweiz im Senat, der zweiten Kammer der Helvetischen Republik, drastisch. Erst nach der Unterwerfung der Innerschweiz erhoben sich am 17. Mai auch die Walliser erfolglos gegen Frankreich.
Am 29. August lehnte die Landsgemeinde von Nidwalden auf Betreiben des Kapuzinerpaters Paul Styger dann aber doch die Einführung der Helvetischen Verfassung sowie die Eingliederung in den neuen Kanton Waldstätte ab. Er wollte nicht zulassen, «dass die blutdürstigen fränkischen Gessler ihnen [den Nidwaldnern] das kostbare Kleinod der Religion und der Freiheit» entrissen. Grund für den Widerstand der Landsgemeinde war vor allem die Propaganda der konservativen Kreise, insbesondere auch der katholischen Geistlichkeit. Sie verwies besonders auf den Treueeid auf die helvetische Verfassung, in dem die traditionelle Anrufung Gottes fehlte sowie auf die in der Verfassung verankerte Niederlassungs- und Religionsfreiheit und weckte Ängste vor dem Zerfall des traditionellen katholischen Glaubens. Weiters machten Emigranten den Nidwaldern Hoffnung auf eine österreichische Intervention zugunsten der Innerschweiz, falls Frankreich oder die Helvetische Republik militärisch gegen die Innerschweiz vorgehen sollten.
Das Direktorium der Helvetischen Republik entschloss sich, Hilfe von Frankreich zu erbitten und sofort militärisch in Nidwalden zu intervenieren, um ein Übergreifen des Aufstands auf den Rest der Helvetischen Republik zu verhindern.

## Verlauf
Am 9. September griffen rund 10'000 Franzosen unter General Balthasar Alexis Henri Antoine von Schauenburg aus allen Richtungen Nidwalden an. Aus militärischer Sicht war Widerstand sinnlos. Das Volk von Nidwalden wurde von der katholischen Geistlichkeit dennoch in den Kampf getrieben, da man hoffte, damit die versprochene österreichische Intervention auszulösen. Etwa 1600 Nidwaldner kämpften gegen die Truppen Schauenburgs. Am Kehrsitenberg gelang es zwar 30 Nidwaldnern, während ca. fünf Stunden 800 Franzosen in Schach zu halten, die völlige Niederlage Nidwaldens war jedoch unvermeidlich. Auf den französischen General Schauenburg machte der verzweifelte Widerstand grossen Eindruck, er berichtete von der «unglaublichen Hartnäckigkeit dieser Menschen, deren Kühnheit bis zur Raserei ging. Man schlug sich mit Keulen. Man zermalmte sich mit Felsstücken.»
Der verbissene Widerstand der Nidwaldner hatte zur Folge, dass die französischen Truppen entgegen den Weisungen ihres Führers Schauenburg mit Übergriffen auf die Zivilbevölkerung antworteten. Weite Teile Nidwaldens wurden geplündert und gebrandschatzt. Die Orte Ennetmoos, Stansstad und Buochs wurden völlig zerstört, der Hauptort Stans teilweise.
Die Nidwalder wurden moralisch und mit einem Kredit von 600 Gulden zugunsten der Kriegskasse von der konservativen Bauersfrau Veronika Gut im Widerstand unterstützt.

## Folgen

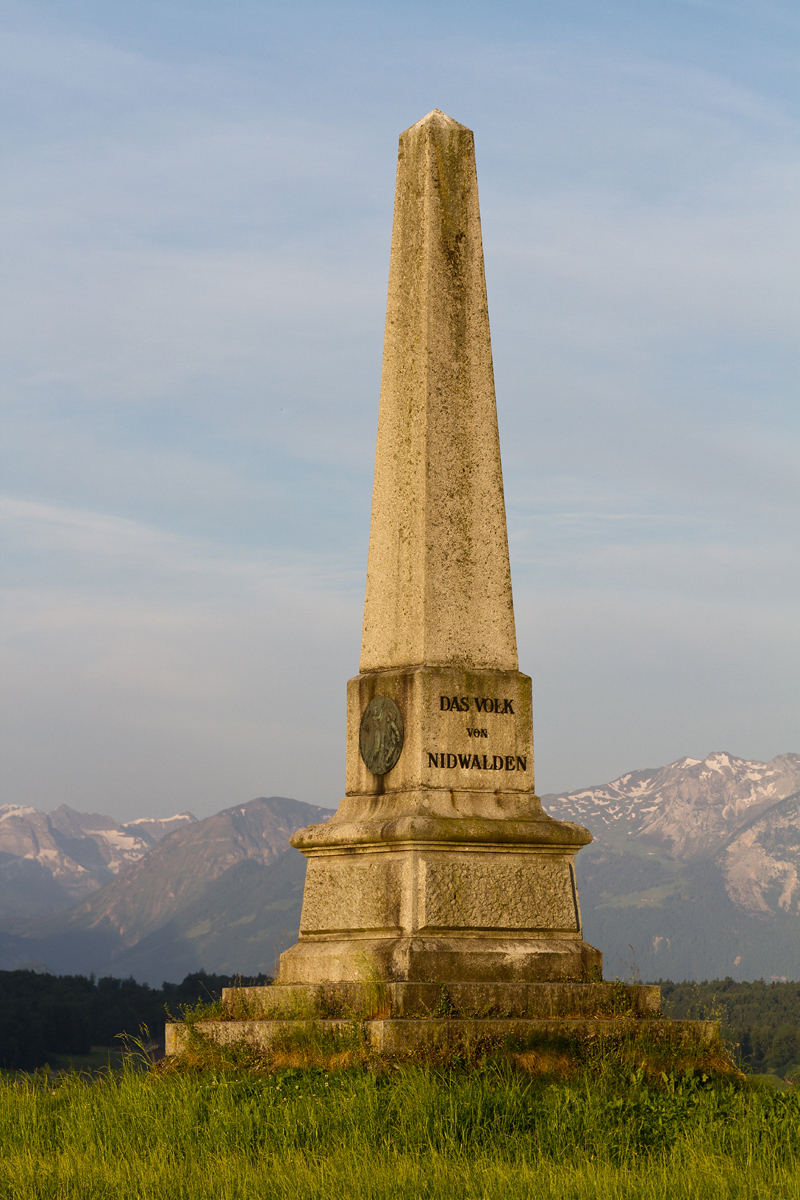
Denkmal in Erinnerung an den Aufstand der Nidwaldner gegen die Franzosen im Ortsteil Allweg von Ennetmoos

Das Gefecht und die anschliessenden Massaker forderten etwa 400 Opfer aus Nidwalden, darunter über hundert Frauen und 26 Kinder. Die Franzosen sollen bei diesem Gefecht der Legende nach an die 2000 Mann verloren haben, vermutlich waren es aber bedeutend weniger (100–150). Zahlreiche Ortschaften und Weiler Nidwaldens waren verwüstet, 600 Wohnhäuser und viele Kirchen niedergebrannt, die Menschen ausgeplündert. Das Elend der Überlebenden war so gross, dass selbst die Gegner unter dem kriegserfahrenen abgehärteten Schauenburg vom Mitleid über das angerichtete Unheil überwältigt wurden und Nahrungsmittel unter der Bevölkerung verteilten, finanziert durch das Siegeshonorar des Generals von 60'000 damaligen Franken. Das Direktorium in Paris erhob eine freiwillige «Liebessteuer», die Solidarität in den anderen Kantonen war gross. Johann Heinrich Pestalozzi bekam den Auftrag, ein Heim für Kriegswaisen in Stans zu bauen.
Schauenburg nahm die Unterstützung Nidwaldens durch Schwyz und Uri zum Anlass, die ganze übrige Innerschweiz zu besetzen und zu entwaffnen. Die Nidwaldner mussten auf dem Stanser Hauptplatz antreten, wo sie unter einem Freiheitsbaum den Eid zu leisten hatten. Der Winkelriedfigur als Symbol des Widerstandes wurden Speer und Schwert abgenommen. Der Aufstand in Nidwalden wurde damals durch die Berichterstattung über das Leiden der Nidwaldner Bevölkerung weit über die Grenzen der Schweiz hinaus bekannt, die Kämpfenden wurden in Frankreich feindlich gesinnten Ländern der Koalition als Helden gefeiert.

## Überfall oder Krieg?
Die Ereignisse vom 9. September 1798 haben sich als Franzosenüberfall ins kollektive Gedächtnis Nidwaldens eingebrannt. Dies wird den Ereignissen vom 9. September 1798 nicht gerecht. Es gab im Vorfeld mehrere Vermittlungsangebote der Helvetischen Behörden, die schliesslich am 29. August ein Ultimatum stellten. Aufgestachelt durch ultrakonservative Geistliche und Politiker lehnten die Nidwaldner das Ultimatum ab und bereiteten sich auf die angekündigte Schlacht vor. Nach zahlreichen militärischen Vorgeplänkeln kam es am 9. September zum militärisch wenig aussichtsreichen Abwehrkampf. Mit einem Überfall haben die Ereignisse nichts zu tun. Die Benennung als «Überfall» ist ein Versuch, die absehbare Niederlage zu erklären und sich im Nachhinein zu rechtfertigen, indem die Schuld anderen gegeben wird. Das Wort «Überfall» wird mit etwas Überraschendem verbunden, das unschuldige Menschen unvorbereitet trifft. Es suggeriert eine verwerfliche Tat und ein unschuldiges Opfer. Spricht man vom «Franzosenüberfall», werden diese Bedeutungen mittransportiert: Die französischen Truppen hätten die unschuldige und unvorbereitete Nidwaldner Bevölkerung in verbrecherischer Absicht und ohne Vorwarnung angegriffen.
Warum sich der irreführende Begriff «Überfall» so lange halten konnte, lässt sich nachvollziehen. Franz Joseph Gut, Pfarrhelfer in Stans, schrieb 1862 ein prägendes Werk über die Ereignisse von 1798. Seinem Bericht gab er den Titel Der Ueberfall in Nidwalden im Jahre 1798 in seinen Ursachen und Folgen. Mit dem Titel dieses umfassenden und weit verbreiteten Werks hat sich der Begriff «Überfall» eingeprägt.
Neutral sind die Ereignisse vom 9. September 1798 nicht als «Überfall», sondern als kriegerisches Ereignis, als Kriegszug, zu bezeichnen. Noch präziser, war es eine angekündigte militärische Operation, eine militärische Kampagne zur Unterwerfung Nidwaldens. Es war letztendlich eine militärische Strafaktion, um den Nidwaldner Widerstand zu brechen.